# Ouest (Haiti)
Ouest, (haitisk kreol: Lwès) er en af 10 provinser (département) i Haiti. Hovedbyen er Haitis hovedstad Port-au-Prince. Provinsen har 2.943.200 indbyggere (2002) og et areal på 4 827 km². Den grænser op til provinserne Artibonite, Centre, Nippes, Sud-Est og til Dominikanske republik

## Historie
Den 12. januar 2010 ramtes provinsen af et jordskælv med magnituden 7,0.

## Administrativ inddeling
Provinser er inddelt i 5 arrondissementer (arrondissements) som i igen inddelt i 20
kommuner (communes).
- Arcahaie Arrondissement
  1. Arcahaie
  2. Cabaret

- Croix-des-Bouquets Arrondissement
  1. Cornillon
  2. Croix-des-Bouquets
  3. Fonds-Verettes
  4. Ganthier
  5. Thomazeau

- La Gonave Arrondissement
  1. Anse-à-Galets
  2. Pointe-à-Raquette

- Léogâne Arrondissement
  1. Grand-Goâve
  2. Léogâne
  3. Petit-Goâve

- Port-au-Prince Arrondissement
  1. Carrefour
  2. Cité Soleil
  3. Delmas
  4. Gressier
  5. Kenscoff
  6. Pétionville
  7. Tabarre
  8. Port-au-Prince